# Cephalaria cilicica
Cephalaria cilicica är en tvåhjärtbladig växtart som beskrevs av Pierre Edmond Boissier och Ky. Cephalaria cilicica ingår i släktet jätteväddar, och familjen Dipsacaceae. Inga underarter finns listade i Catalogue of Life.